# Matteo Galassi
Matteo Galassi, né le 18 mai 2005 à Cervia, est un escrimeur italien, spécialiste de l'épée.

## Biographie
Matteo Galassi naît le 18 mai 2005 dans la commune italienne de Cervia en Émilie-Romagne. Il étudie au Lycée scientifique Alfredo Oriani (it) de Ravenne puis à l'université de Turin.

### Carrière sportive
En 2022, Galassi intègre le Centre sportif des Carabiniers à l'âge de 17 ans. En 2024, il est médaillé d'argent lors des championnats d'Europe juniors et remporte l'or sur les championnats du monde juniors. L'année suivante, il gagne une nouvelle fois l'or sur les championnats du monde juniors. En juin, il participe aux championnats d'Europe élites et arrive en finale, remportant une médaille d'argent.

## Palmarès

### Juniors
- Championnats du monde juniors
  -  Médaille d'or par équipes en 2024, à  Riyad
  -  Médaille d'or par équipes en 2025, à Wuxi
  -  Médaillé d'argent en individuel en 2025, à Wuxi
- Championnats d'Europe juniors
  -  Médaille d'argent en épée par équipes en 2024, à Naples

### Élite
- Championnats d'Europe
  -  Médaille d'argent en individuel aux championnats d'Europe 2025 à Gênes
  -  Médaille de bronze par équipes aux championnats d'Europe 2025 à Gênes

- Coupe du monde 2024-2025
  - Coupe du Monde #2, Berne :  Médaillé de bronze en épée individuel

## Classement mondial en fin de saison
| Année | 2022 | 2023 | 2024 |
| ----- | ---- | ---- | ---- |
| Rang  | 23   | 49   | 3    |